# Park Narodowy Bizona Leśnego
Park Narodowy Bizona Leśnego (ang. Wood Buffalo National Park,  fr. Parc national Wood Buffalo) – park narodowy, położony w północno-wschodniej części prowincji Alberta i południowej części Terytoriów Północnych-Zachodnich w Kanadzie. Park Narodowy Bizona Leśnego jest największym parkiem narodowym w Kanadzie i czwartym co do wielkości na świecie. Zajmuje on powierzchnię 45.480 km². Park został utworzony w 1922 w celu ochrony największego na świecie stada bizonów leśnych, które zgodnie z aktualnymi szacunkami liczy ok. 2000 osobników.
Na terenie parku występuje znaczna deniwelacja terenu. Najniższa wysokość to 183 m n.p.m. to rzeka Little Buffalo, natomiast najwyżej położony punkt to 945 m n.p.m. położony w górach Caribou. Dyrekcja Parku znajduje się w Fort Smith.
Z geograficznego punktu widzenia PN Bizona Leśnego jest bardzo ważny, gdyż na jego terenie znajdują się jedne z największych na świecie delt, utworzonych przez rzeki Peace, Athabascę i Niewolniczą.
W 1983 Park Narodowy Bizona Leśnego został wpisany na listę światowego dziedzictwa UNESCO.

## Fauna
Na terenie Parku Narodowego Bizona Leśnego występuje bardzo wiele dzikich gatunków, wśród których można wymienić: łosia, baribala, wilka, rysia, bobra, żurawia kanadyjskiego, cieciornika, żurawia krzykliwego.

## Galeria

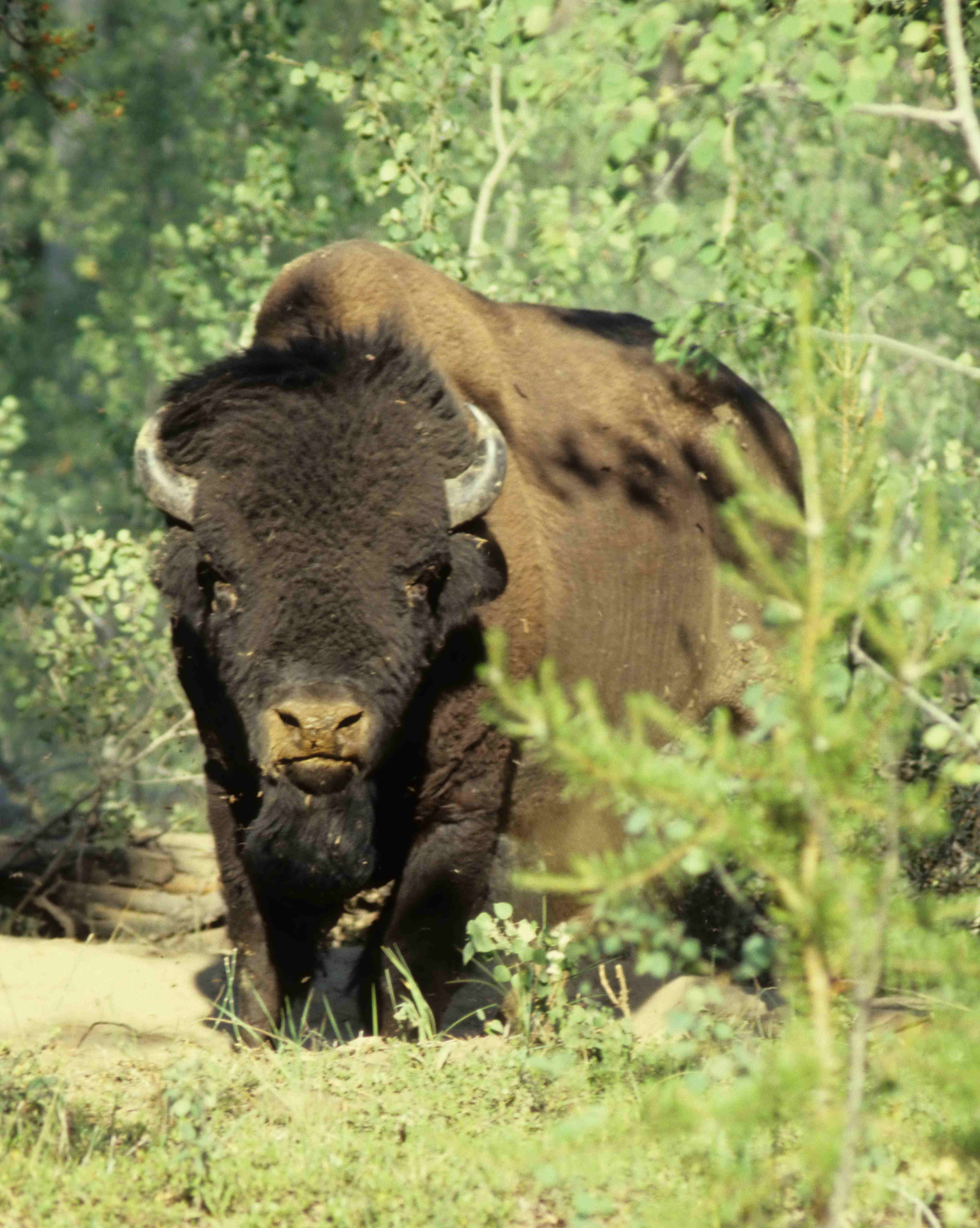
Bizon leśny
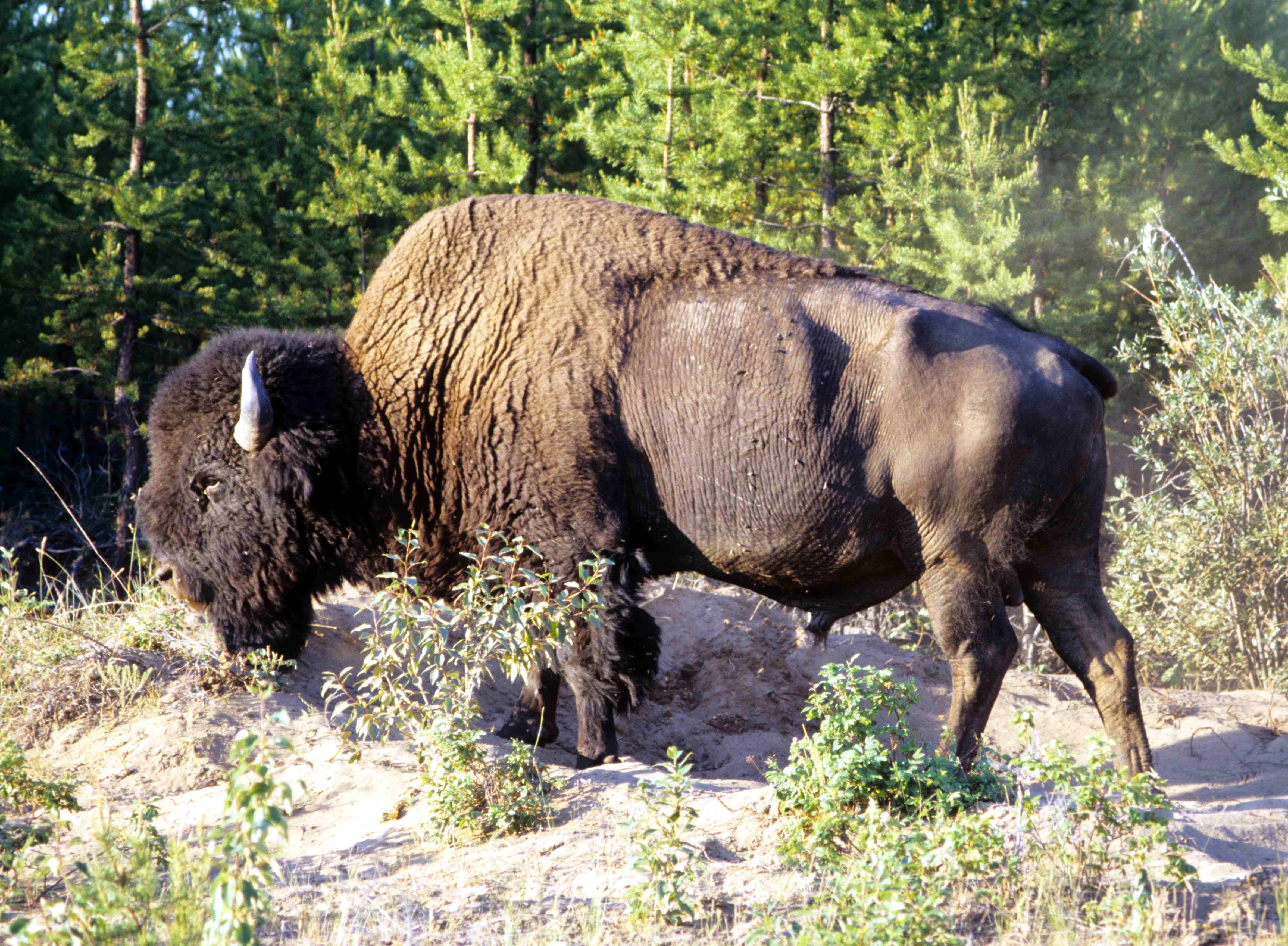
Bizon leśny
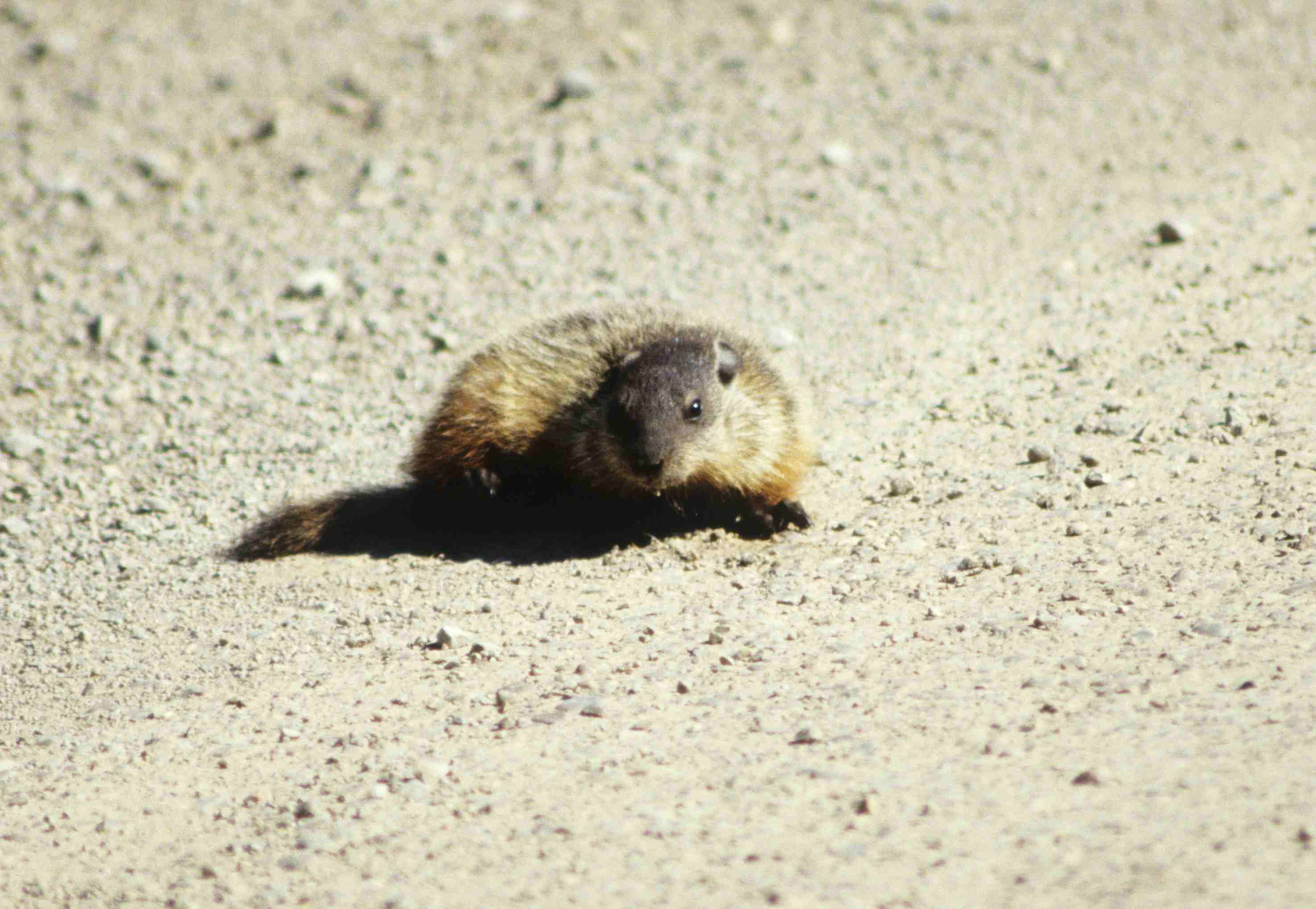
Świstak
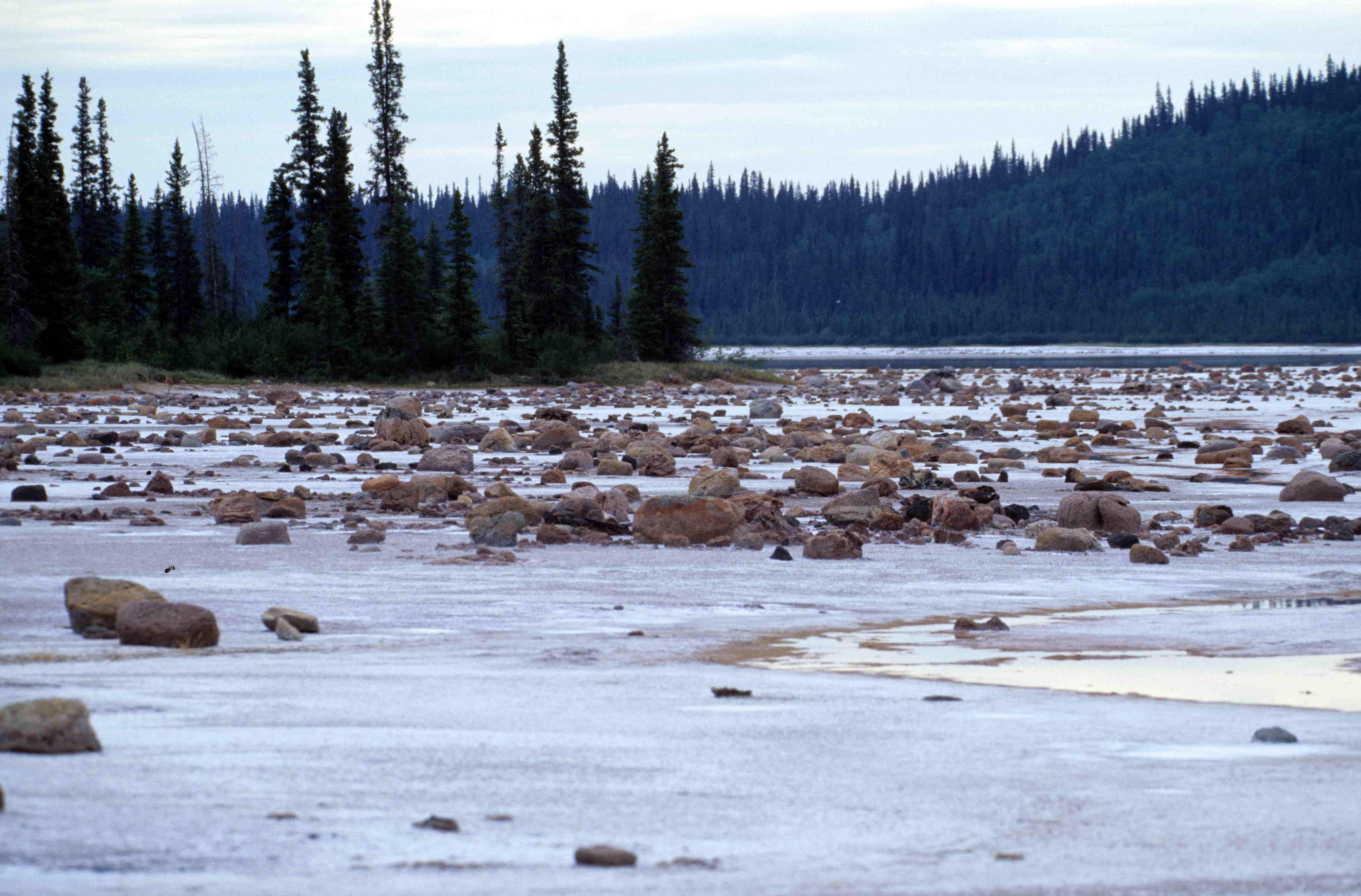
Jezioro Gros Beak